# Sicofanta
En la Antigua Atenas un sicofante o sicofanta (en griego συκοφάντης sykophantes) era un denunciante profesional. Generalmente cobraba del interesado en denunciar, que no deseaba hacerlo por sí mismo. Eran conocidos y temidos por las personas honradas que siempre podían verse envueltas en una denuncia falsa.
La palabra viene de σῦκον, sykon, higo y de φαίνω, phainô, descubrir. El sentido literal de la palabra es mal conocido. Una hipótesis es que estos delatores cogían a los exportadores de higos fuera del Ática (la exportación era entonces ilegal debido a que el terreno pedregoso era muy estéril, lo cual constituye una de las principales razones por las que Atenas buscaba suministros a través de la navegación y el establecimiento de colonias en ultramar). A pesar de las fuertes multas que recaían sobre los falsos delatores, los sicofantas llevaban a menudo carreras bastante lucrativas.
Por extensión, el término sicofante/a designa a un individuo despreciable, que busca obtener una posición o estatus personal mediante adulación hacia otras personas que comúnmente disponen ya de ciertas influencias y estatus social o tribal. El teatro de Aristófanes muestra un buen número de estas figuras.

## Historia
Como quiera que en Atenas no existía institución alguna análoga al Ministerio fiscal de los tiempos modernos, era un deber de todos y cada uno de los ciudadanos denunciar los crímenes o delitos que llegaban a su conocimiento. El papel de acusador no tenía nada de odioso, y los más conspicuos ciudadanos de Atenas no tuvieron jamás empacho en desempeñarlo en aras del bien y la seguridad públicos, que estriban en el cumplimiento de la ley y en la moral y buenas costumbres. Sin embargo, este procedimiento dio origen a variedad de abusos: hombres malvados o simplemente indiscretos y pendencieros, incitados del deseo de perjudicar o por el espíritu de intriga, formulaban acusaciones, arbitrarias en general, contra los ciudadanos de mayor relieve, cuya tranquilidad se perturbaba sin ventaja ninguna para la cosa pública. Otros se aprovechaban del derecho que la ley concedía a todo hombre libre, para sonsacar dinero a aquellos a quienes podían amenazar con una denuncia. A los tales se designó, ya desde el siglo V a. C. con el odioso nombre de sicofantas, comprendiéndose en este concepto a todos aquellos que hacían denuncias a la ligera, sin motivo o por motivos infundados o también con vistas a una ganancia ilegal.
Las víctimas obligadas de los sicofantas eran los ricos, los cuales, como dice Isócrates (Adv. Euthym., 5) vivían en Atenas bajo un régimen de sospecha. En vano la mayor parte de ellos se abstenían sistemáticamente de toda participación en la política, ni tampoco les servía de nada llevar una conducta irreprochable ni tener el bolsillo constantemente abierto para los pedigüeños. Por poco que se conociese a alguno de ellos como hombre tímido, enemigo de escándalo o incapaz de defenderse con su propia elocuencia, esto mismo le hacía presa de los sicofantas. En estos casos se daba por bien pagado transigiendo en perjuicio suyo, pues estaba seguro de que no ganaría el pleito en los tribunales. 

Los tribunales no fallan siempre según había derecho a esperar; el azar más bien que la justicia es lo que regula sus decisiones. Vale más, con unos cuantos dracmas, librarse de una grave acusación que exponerse a los perjuicios que de ella pueden sobrevenir.
Isócrates (Adv. Callimacum, 9)

Entre los ricos de Atenas cuya existencia se vio amargada por los sicofantas puede mencionarse a Nicias, a Cármides y a Critón. El primero cedía facilísimamente a la primera intentona. De él dice Plutarco (Nic., 4): 

Su pusilanimidad era una verdadera viña para los sicofantas; era tal el miedo que le inspiraban, que no aceptaba invitación ninguna de los amigos, y se encerraba en su casa, no saliendo sino para lo más preciso, y aun entonces guardándose y recelándose para no ser invadido.

 Por lo que toca a Charmidas, los sicofantas le hicieron tan insoportable la vida siendo rico, que, reducido más tarde a la pobreza, se felicitaba como de una dicha de este revés de la fortuna. Finalmente, Critón, como se viese objeto de continuas acusaciones, siguió el consejo de Sócrates y tomó a sueldo a un individuo de esta especie, menos infame que los demás, quien, «a modo de perro de guarda que espanta a los lobos», daba caza a sus enemigos.
La plaga de los sicofantas no fue especial de Atenas pues era un mal endémico de todas las democracias griegas. Plutarco (Timol., 37) pone en boca de Simónides estas palabras: «Es tan difícil hallar una democracia sin sicofantas, como una cogujada sin penacho.» Aristóteles (Polit., VIII) enumera varios Estados (Cos, Rodas, Heraclea, Megara, Cumas, etc.) donde las demasías de los sicofantas, al obligar a la clase rica a unirse y conspirar, provocaron la caída del gobierno popular. Y no era que la ley no prescribiese penas contra las acusaciones calumniosas: en efecto, para poner coto a este mal se condenó a una multa de 1000 dracmas al acusador que no lograse mantener la acusación o que, en presencia de los jueces, no obtuviese la quinta parte de los sufragios, a pesar de lo cual la profesión de sicofanta no dejó de atraer a muchos ociosos y bribones, a los que Demóstenes calificó de perros del pueblo. La imposición de multas a los sicofantas parece que no era una sentencia pronunciada ipso iure, sino como consecuencia de un nuevo proceso que les permitía justificarse alegando la buena fe. Por otra parte, como importaba al interés general que se persiguiesen los crímenes contra la seguridad individual y contra la riqueza del Estado, la ley había estipulado que se pudiese intentar ciertas acusaciones sin riesgo ninguno para el acusador, lo cual contribuía a aumentar la audacia y a asegurar la impunidad de los sicofantas.
Bibliografía para esta sección: S. Reinach, «Les sycophantes et les mystères de la figue», en Cultes, mythes et religions (París 1913) y en Revue des Études Grecques (tomo XIX, 1907); Girard, «Quelques reflexions sur le sens du mot sycophante», en Revue des Études Grecques (tomo XX).